# Schubbige boschampignon
De schubbige boschampignon (Agaricus silvaticus) is een zwammensoort uit de familie Agaricaceae. De paddenstoel (vruchtlichaam) wordt tussen de 8 en 14 cm hoog en komt voor van juli tot oktober.

## Kenmerken

### Uiterlijke kenmerken
Hoed
De hoed kan een diameter bereiken tot maximaal 10 cm. De vorm is aanvankelijk gewelfd en vlakt later af. Het oppervlak van de hoed is kaneelbruin en aanvankelijk bedekt met zijdeachtige vezels, die als de paddenstoel volgroeid is vervangen worden door kleine schubben (squamulose). De schubben zijn concentrisch gerangschikt en worden groter en kleiner in aantal richting de rand van de hoed. Bij het volgroeid raken van de paddenstoel verschijnen er barsten aan de rand van de hoed. Met een druppeltje KOH op de hoed reageert deze positief naar geel.
Lamellen
De lamellen zijn bij de jonge schubbige boschampignon bleekroze tot blauwgrijs, later worden deze donkerbruin (chocoladebruin). Bij heel oude paddenstoelen kunnen ze ook zwart zijn. De lamellen raken de steel niet.
Steel
De steel, die naar het voeteinde verdikt, is 6 tot 15 cm lang en varieert in dikte van 1 tot 1,5 cm.  Het is iets lichter dan de hoed, fijnkorrelig en rood wanneer gekneusd. Halverwege de steel zit een brede, afstaande ring. De manchet is dun, vliezig en hangend. Onder de manchet is de steel wat schilferig. Bij oudere exemplaren is de steel hol. Hij ontspringt niet uit een beurs zoals vele andere zwammen.  
Vlees
Het vlees is wit en wordt onmiddellijk rood zodra het aangesneden wordt en later wordt de kleur bruin. 
Geur en smaak
De geur is aangenaam en de smaak mild tot zoet.
Sporenprint
De sporenprint is bruin.

### Microscopische kenmerken
De sporen zijn elliptisch, inamyloide en meten 4,5-6 × 3-3,5 μm.

## Habitat
De schubbige boschampignon groeit in loof- en naaldbossen op een voedselrijke bodem.

## Toepassingen
De paddenstoel is eetbaar en heeft een iets zoete smaak met een lichte amandelgeur.

## Foto's

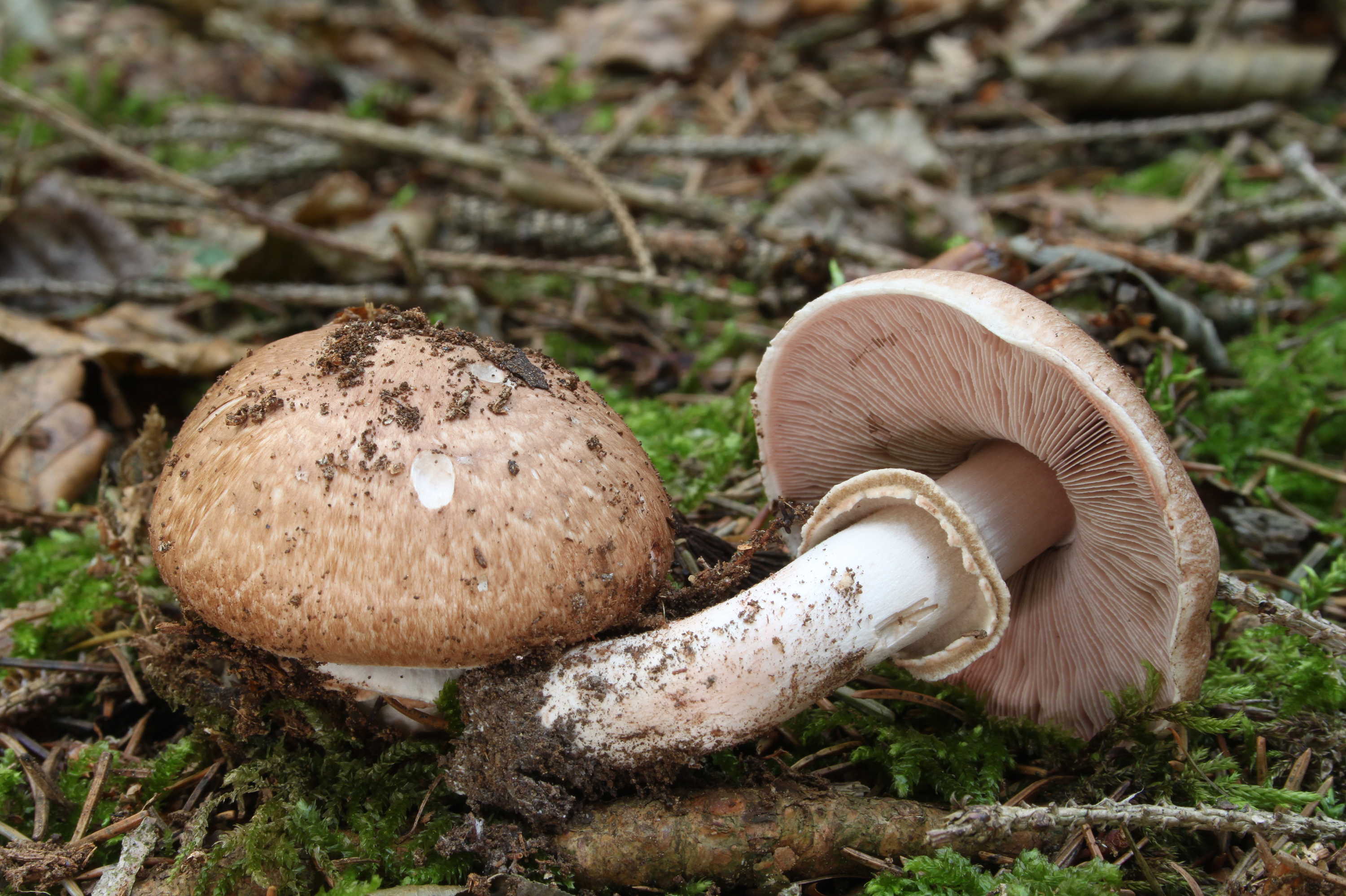
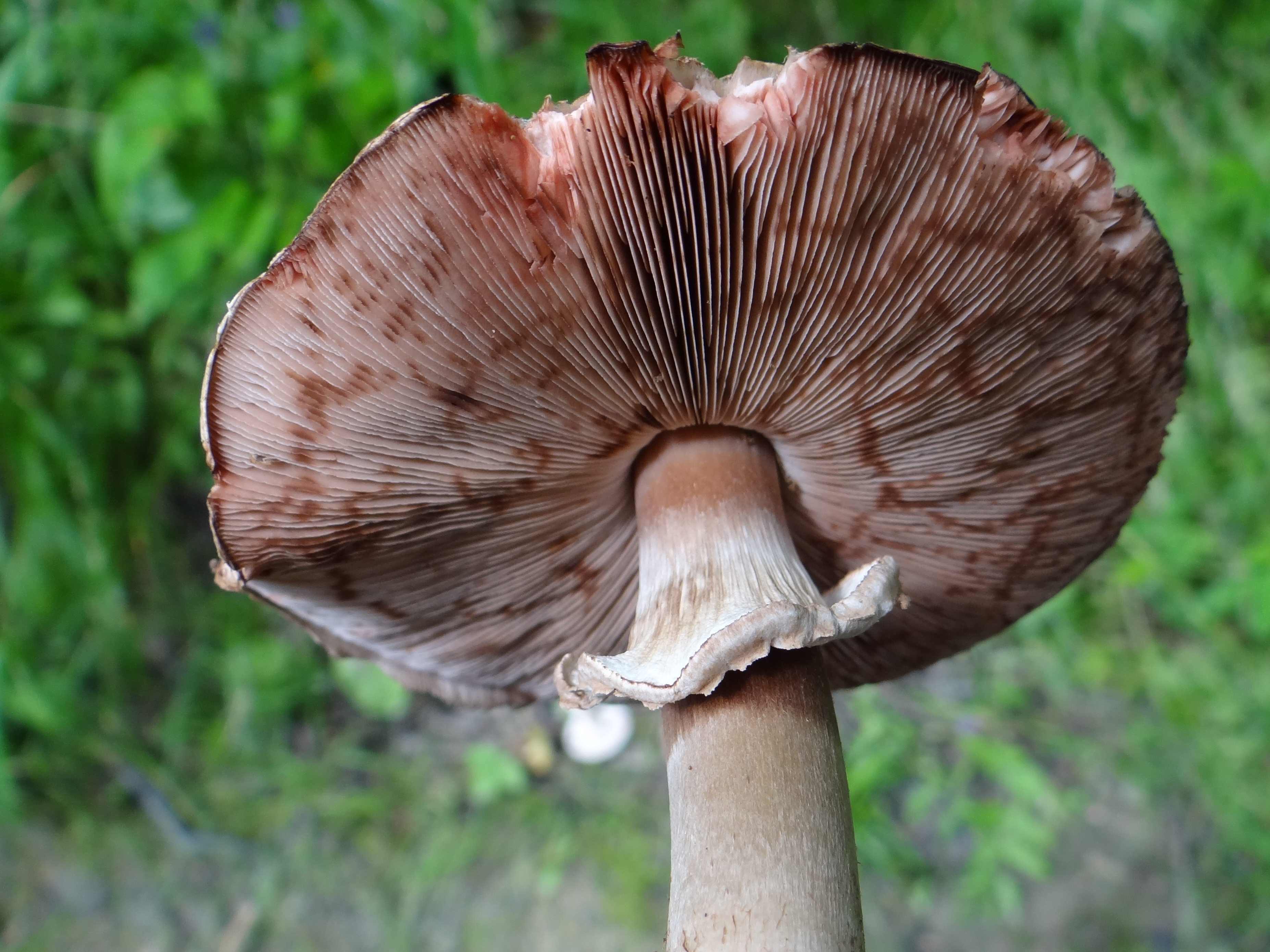

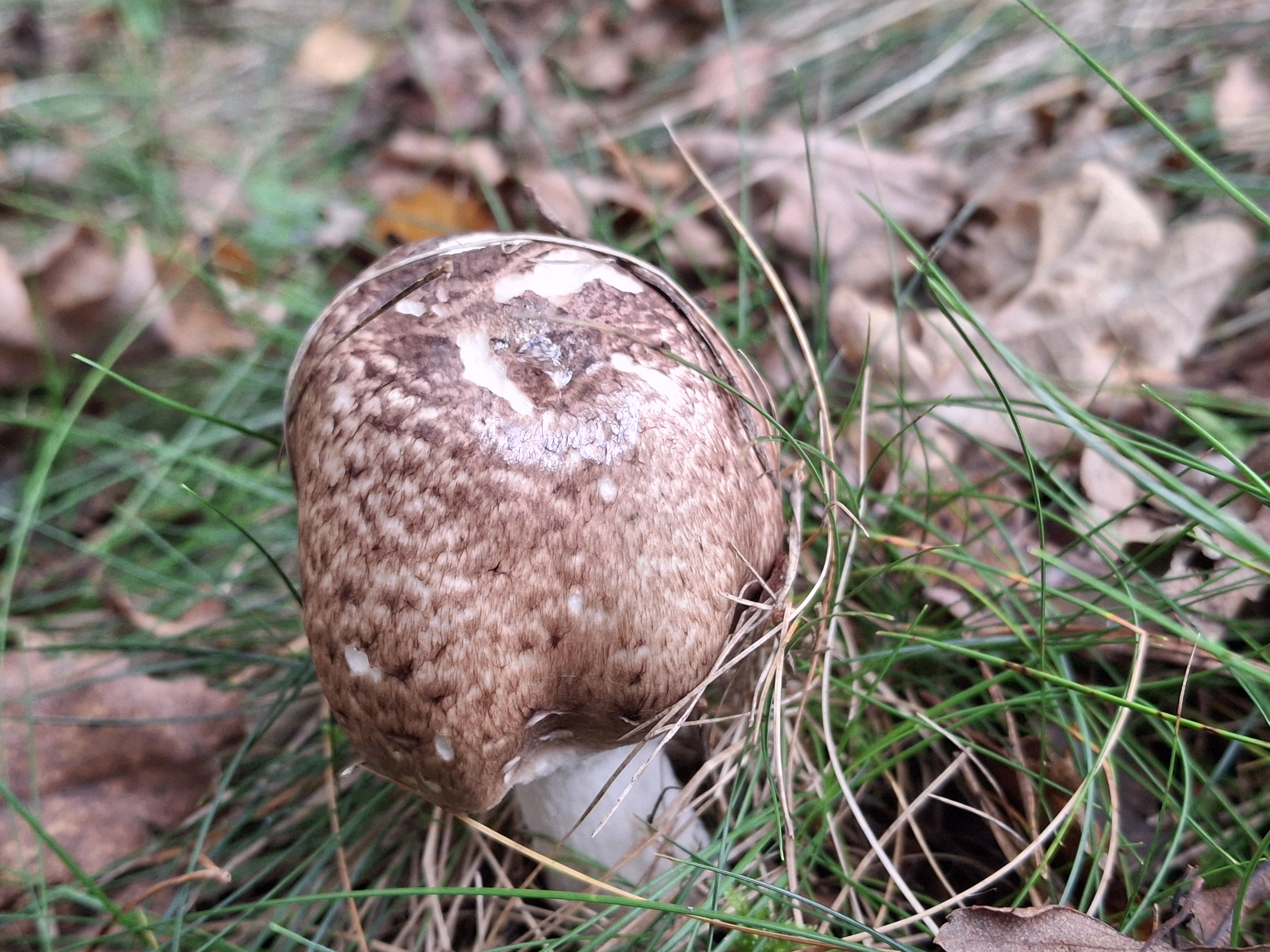
Schubbige boschampignon

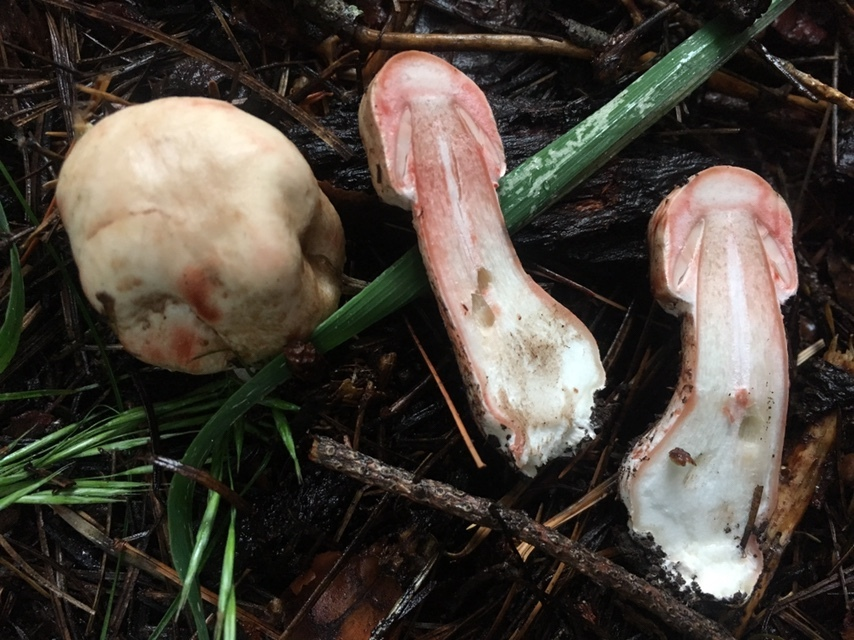
Doorsnede